# ハーバード・クリムゾン
ハーバード・クリムゾン（英: Harvard Crimson）は、アメリカ合衆国のハーバード大学のスポーツ競技チーム。NCAAディビジョンI所属。

## 競技チーム
| 男子スポーツ                            | 女子スポーツ       |
| --------------------------------------- | ------------------ |
| 野球                                    | ソフトボール       |
| バスケットボール                        | バスケットボール   |
| クリケット（クラブ）                    | クロスカントリー   |
| クロスカントリー                        | フィールドホッケー |
| フットボール                            | ゴルフ             |
| ゴルフ                                  | アイスホッケー     |
| アイスホッケー                          | ラクロス           |
| ラクロス                                | ローイング         |
| ローイング                              | ローイング軽量級   |
| ローイング軽量級                        | ラグビー           |
| ラグビー（クラブ）                      | サッカー           |
| サッカー                                | スカッシュ         |
| スカッシュ                              | 水泳・飛込         |
| 水泳・飛込                              | テニス             |
| テニス                                  | 陸上†              |
| 陸上†                                   | バレーボール       |
| バレーボール                            | 水球               |
| 水球                                    |                    |
| レスリング                              |                    |
| 男女混合スポーツ                        |                    |
| フェンシング                            |                    |
| セーリング                              |                    |
| スキー                                  |                    |
| †屋外競技チームと室内競技チームがある。 |                    |